# غودموندور آرني ستيفانسون
غودموندور آرني ستيفانسون هو سياسي آيسلندي، ولد في 31 أكتوبر 1955 في هافنارفيوردور في آيسلندا. انتخب وزير الشؤون الاجتماعية ‏ (24 يونيو 1994 – 13 نوفمبر 1994) وانتخب وزيرًا للصحة وزير الصحة ‏ (14 يونيو 1993 – 24 يونيو 1994).